# Петропавлівська селищна рада (Станично-Луганський район)
| Петропавлівська селищна рада — орган місцевого самоврядування у Станично-Луганському районі Луганської області з адміністративним центром у смт Петропавлівка. Водоймища на території, підпорядкованій даній раді: річки Ковсуг, Євсуг. Селищній раді підпорядковані населені пункти: - смт Петропавлівка - с. Войтове |

## Склад ради
Рада складається з 30 депутатів та голови.

### Керівний склад ради
| ПІБ                        | Основні відомості                                                        | Дата обрання | Дата звільнення |
| -------------------------- | ------------------------------------------------------------------------ | ------------ | --------------- |
| Анохін Віктор Іванович     | Селищний голова, 1947 року народження, освіта, член Партії регіонів      | 26.03.2006   | 31.10.2010      |
| Балабай Олександр Іванович | Селищний голова, 1968 року народження, освіта вища, член Партії регіонів | 31.10.2010   |                 |

Примітка: таблиця складена за даними джерела